# Тимчасовий комітет Донецького басейну

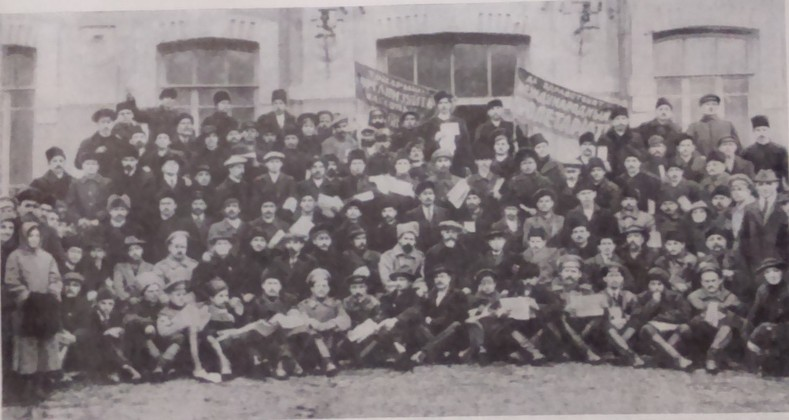

Тимчасовий комітет Донецького басейну (Тимчасовий Донецький комітет) — (13 березня 1917 — лютий 1918) офіційний орган, що координує роботу підприємств і організацій в рамках всього промислового регіону Донкривбасу, незалежно від адміністративних кордонів губерній і повітів.

## Історія

### Передісторія
Підготовчі роботи зі створення Тимчасового комітету були проведені ще царським урядом за підтримки лобістських структур гірничопромисловців Півдня Росії. Міністру торгівлі і промисловості А. Коновалову (лідеру Прогресивної партії) залишалося лише затвердити рішення Особливої наради з палива та енергетики від 3 березня, тобто прийняте буквально наступного дня після формування Тимчасового уряду. Нарада ухвалило: «Гірська і горнозаводская промисловість Півдня Росії, яка живить країну паливом і металом, вимагає нині швидких і рішучих заходів … Діяльність Тимчасового комітету поширюється на гірничі і гірничозаводські підприємства в губерніях Катеринославської, Харківської, Таврійської, Херсонської та Області Війська Донського».

### Створення
13 березня 1917 Тимчасовим урядом був створений Тимчасовий комітет Донецького басейну (він же — Тимчасовий Донецький комітет). Керівником комітету був призначений інженер М. Чернишов. Представник уряду отримував право «вето» на будь-яке рішення даної структури. До комітету увійшли три представники оборонних структур уряду (в тому числі депутати Держдуми), чотири людини представляли ССГЮР, ще четверо були делеговані Радами робітничих депутатів від різних губерній — практично всі «робочі» представники були меншовиками і есерами, включаючи главу «робочої фракції» Цукубліна .
Комітет влаштувався в Харкові. Фактично це означало, що даний місто стало визнаватися як якийсь центр всього регіону на рівні центральної російської влади. Донецький комітет не можна розглядати як орган політичної влади. Незважаючи на те що він покликаний був забезпечувати діяльність уповноважених різних Особливих нарад в Донбасі, в кінцевому підсумку робота комітету здебільшого полягала в дозволі маси трудових спорів між власниками і менеджментом підприємств, з одного боку, і робітниками колективами і Радами, з іншого. На появу нової організації представники українського національного руху відреагував позитивно так в газеті Нова Рада писалось:
"Це наче б зерно будучої Народної Ради Слобожанщини і Катеринославщини"
За рішенням Тимчасового комітету Донбасу в березня була скликана I конференція рад робітничих і солдатських депутатів Донбасу на якій були представлена 21 рада головною метою якої було примирити підприємців і робітників. Вона пройшла за безпосередньої участі членів Тимчасового комітету Донецького басейну, депутатів Держдуми Анатолія Добровольського та Івана Тулякова, щойно призначеного петроградським урядом на пост комісара Харківської губернії.
15-17 березня 1917 року в Бахмуті сталася I конференція рад робітничих і солдатських депутатів Донбасу.
Вже в червні 1917 р представники Тимчасового комітету зустрічалися пролетарями насторожено, а як тільки мова заходила про необхідність координувати дії робітників з бізнесменами, сприймалися вороже. «Для того, щоб робітники працювали посилено, необхідно платити їм стільки, щоб можна було хоч впроголодь існувати, а це і не входить до компетенції представників Донецького комітету», — підсумував Ворошилов настрої робітників, які швидко втратили інтерес до офіційної урядової структури регіону.
У лютому 1918 року Тимчасовий комітет Донбасу саморозпустився.

## Завдання комітету
Головними завданнями комітету було забезпечення Донбасу: а) металом, кріпильним лісом, шкірою, мастильними та освітлювальними маслами, б) робочою силою, в) продовольством;
Дозвіл питань про пристрій під'їзних до копалень шляхів. «Встановлення планів і порядку задоволення потреби в паливі найголовніших споживачів: залізниць, флоту, металургії та коксового виробництва за завданнями голови Особливої наради по паливу, а також вживання заходів до найкращого виконання нарядів на перевезення палива … Вживання заходів до посилення та поліпшення перевізних засобів в Донецькому басейні, до найбільш доцільному їх використанню та впорядкуванню паливного господарства на залізницях»

## Структура комітету
До складу комітету входили: голова, головний уповноважений по паливу, три уповноважених з оборони, перевезень і продовольства, чотири представника З'їзду гірничопромисловців півдня Росії, чотири представника Ради робітничих депутатів у Донецькому басейні, харківський і катеринославський губернські комісари або їх заступники (також брали постійну участь в засіданнях комітету з дорадчим голосом представники Південних і Катерининської залізниць).

## Члени Тимчасового комітету Донбасу
- М. Чернишов-керівник комітету.
- Туляков Іван Микитович — комісар Харківської губернії.
- А. К. (інший варіант — А. О.) Орлов — комісар Донбасу. З жовтня 1917.
- А.С.Цукублин (член РСДРП).

## Оцінка діяльності
Підсумки роботи цього органу в досить різкій формі підвела місцева преса Харкова: "Комітет не збудував жодної версти під'їзних колій, що не дістав ні фунта гасу для рудників, не подав ні пуди хліба робітникам, жодного аршини мануфактури. Він був свідком загибелі Донецької промисловості і фіксував її в своїх вхідних і вихідних паперах. Він однаково втратив всякий авторитет як серед робітників, так і серед промисловців. Хороший задум був зведений до нуля його виконавцями "